# Пригодницька відеогра

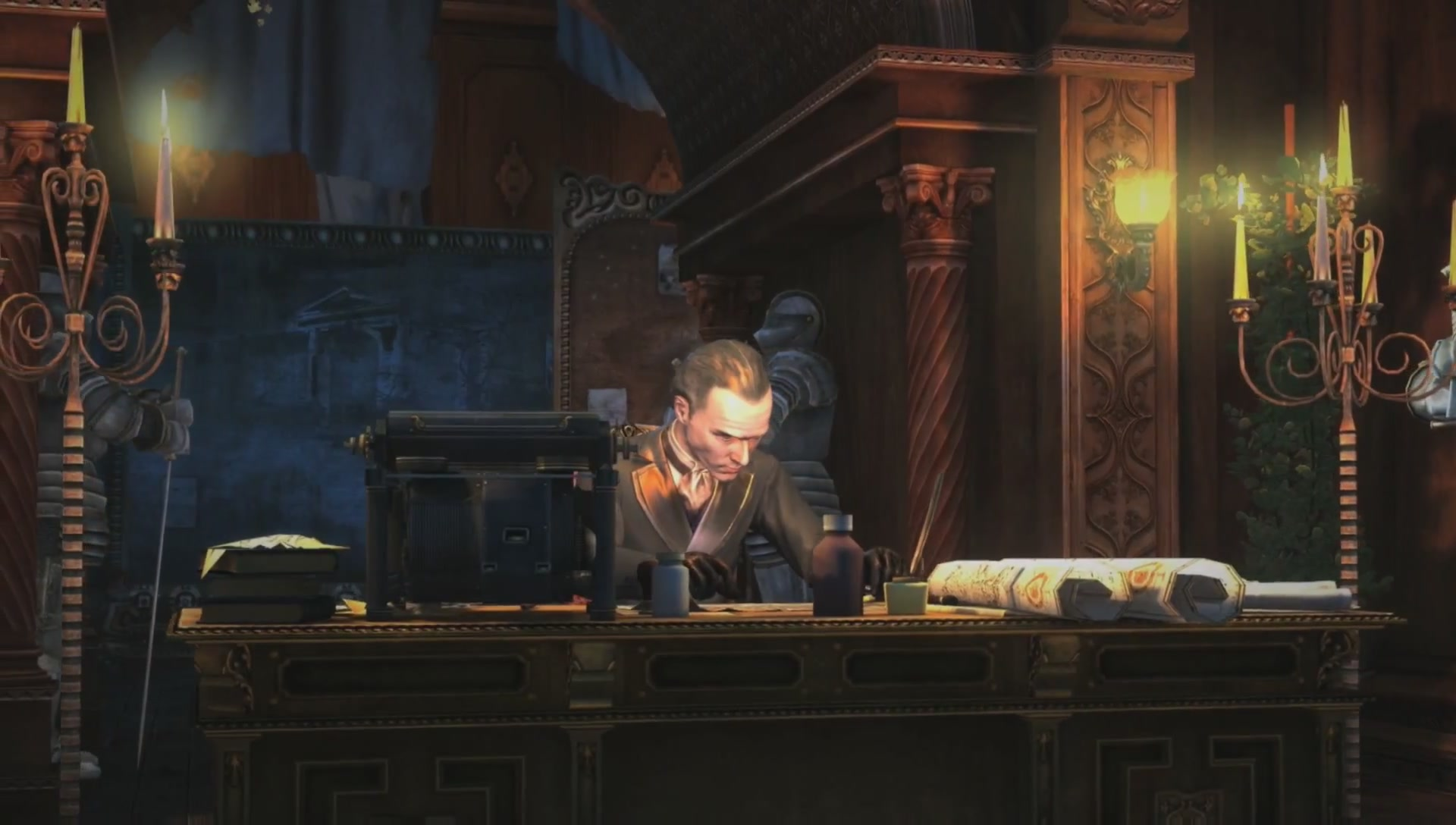
Типовий приклад жанру «The Testament of Sherlock Holmes»

Пригодницька відеогра (англ. adventure game) або квест (англ. quest) — жанр відеоігор, основу ігрового процесу яких складає вирішення поставлених завдань шляхом їх обдумування, уважного пошуку підказок і схованих деталей. Такі ігри можуть як мати одного чи кількох головних персонажів, так і не мати їх взагалі.
Квест як назва жанру походить з англійськох мови, де ним позначається благородне починання, що змушує героя лицарського роману вирушити в повну пригод подорож. Зокрема в такому значенні воно вжите й у назвах визначних відеоігорових серій компанії — піонера жанру Sierra Entertainment: King's Quest, Space Quest, Police Quest, Quest for Glory.

## Різновиди

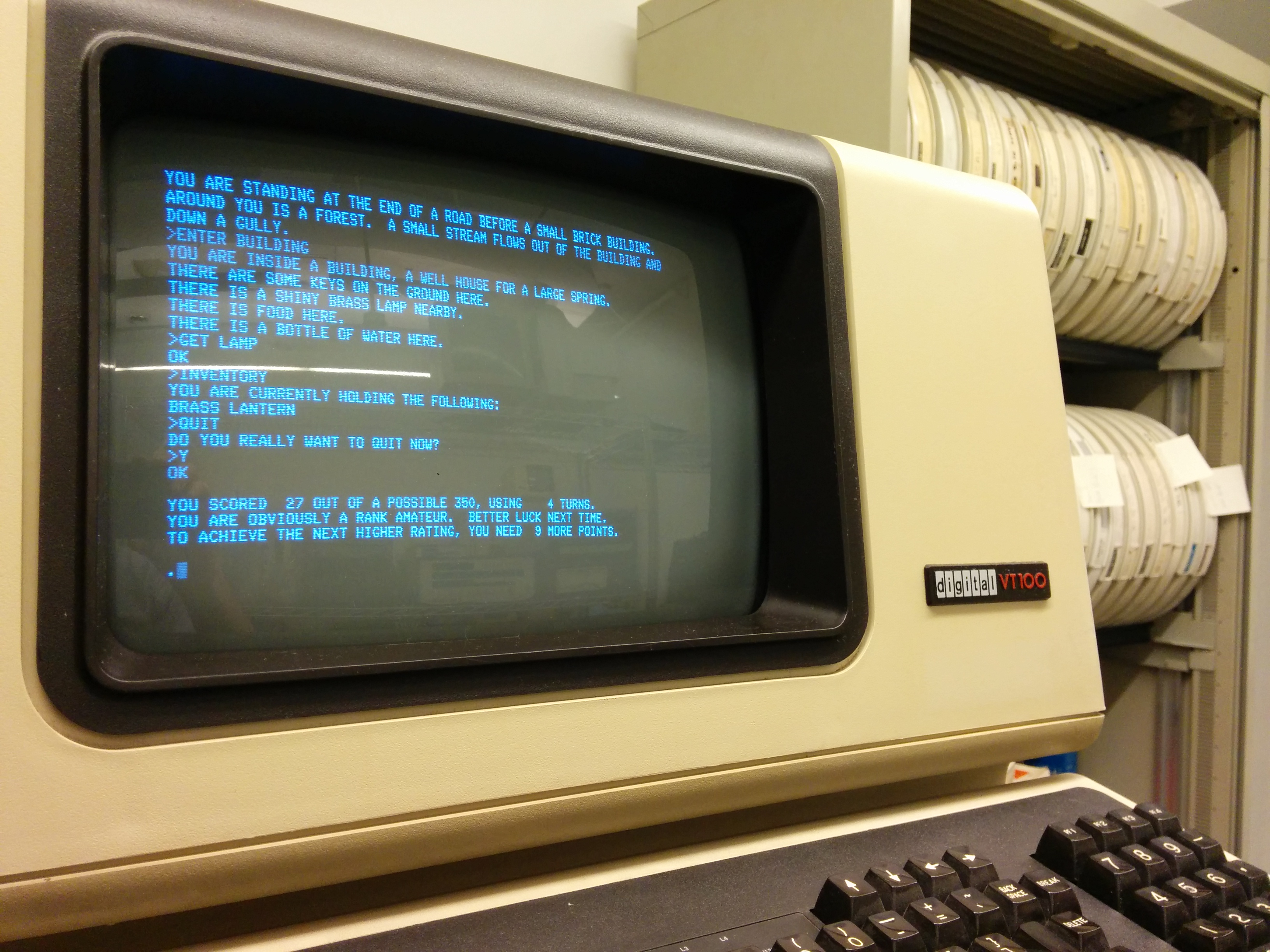
Текстова Colossal Cave Adventure на VT100

### Інтерактивна література
Електронні текстові пригоди, також відомі як Interactive Fiction, передають сюжет гри у вигляді тексту, на розвилках сюжету показуючи гравцеві вибір подальшої гілки сюжету як підписані кнопки чи поля, куди потрібно вводити варіант дії. Ранні текстові пригоди, такі як «Colossal Cave Adventure», використовували простий словник команд, що дозволяв гравцеві взаємодіяти з об'єктами на базовому рівні, наприклад, набравши фразу «взяти ключ» або «відкрити двері». Проте часом вони вимагали неабиякої кмітливості, наприклад, гра не приймала фразу turn off the lamp, щоб погасити ліхтар, правильним варіантом був unlight the lamp, неочевидний навіть для носів англійської мови.

### Графічні пригоди

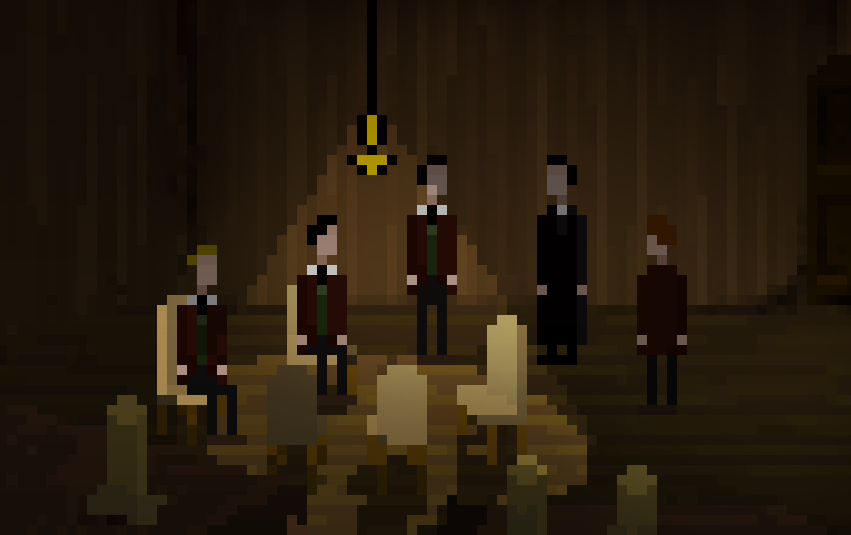
The Last Door — графічний текст, виконаний в стилі піксель-арту

Такі ігри використовують комп'ютерну графіку, щоб зображати довкілля і його взаємодію з гравцем. На відміну від текстових пригодницьких ігор, в яких гравець здійснює взаємодію з ігровим світом за допомогою текстових команд, в графічних взаємодія відбувається за допомогою курсору чи доторку (на мобільних пристроях із сенсорним екраном) за принципом «вкажи і натисни» (англ. Point-and-click).

### Пригоди-головоломки
Логічні пригодницькі ігри з великою кількістю головоломок. Сюжет цих ігор може бути зовсім простим, або й взагалі не повідомлятися.
Одним з поширених видів пригод-головоломок є «Втеча з кімнати», де єдиною метою є знайти шлях втечі з замкненого простору. Ці ігри, як правило, використовують Point-and-click, і, в силу їх популярності в Інтернеті, часто створюються в форматі Adobe Flash.

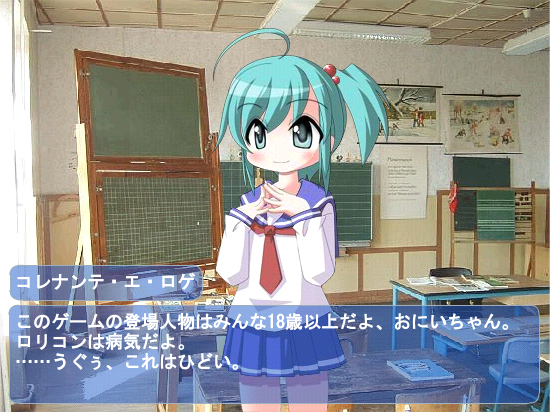
Текст, супроводжуваний зображеннями, у візуальній новелі

### Візуальні новели
Підвид текстового квесту, особливо популярний в Японії, в якому тексти супроводжується зображеннями, зрідка анімованими. Ступінь інтерактивності в таких іграх зазвичай низький, і від читача вимагається лише зрідка зробити певний вибір, як варіант діалогу чи куди піти. Популярні візуальні новели часто стають основою для екранізації у вигляді аніме або випуску манґи.

### Інтерактивний фільм
Деякі пригодницькі ігри представлені у вигляді інтерактивного кіно; це ігри, де більшість графіки є або повністю попередньо відрендереною, або використовує повноекранне відео з живими акторами на знімальному майданчику, збережене на носіях, що забезпечують швидкий випадковий доступ, таких як лазерний диск або CD-ROM. Аркадні версії Dragon's Lair та Space Ace є канонічними прикладами таких робіт. Програмне забезпечення гри представляло сцену, на яку гравці реагували рухами джойстика та натисканням кнопки, і кожен вибір гравця запускав нову сцену. Відео може доповнюватися додатковою комп'ютерною графікою; Under a Killing Moon поєднувала повноекранне відео та 3D графіку. Оскільки ці ігри обмежені тим, що було попередньо відрендеровано або записано, взаємодія гравця в них є обмеженою, і неправильні рішення можуть швидко призвести до сцени завершення гри.

### Гібриди
Існує ряд гібридних графічних пригодницьких ігор, які поєднують елементи двох або більше із зазначених вище класифікацій. Серія Zero Escape об'єднує кілька головоломок у стилі втечі з кімнати в контексті візуального роману. Серія Пригоди Шерлока Холмса використовує інтерфейси типу point-and-click для пошуку підказок, а також мініігри для маніпуляції цими підказками з метою отримання більш релевантної інформації.
Хоча більшість пригодницьких ігор зазвичай не включають взаємодії, засновані на часі, деякі з них містять елементи, пов'язані з часом, та механіку екшн-ігор. Епізодичні пригодницькі ігри від Telltale Games, а також деякі інтерактивні фільми, такі як Dragon's Lair, включають події з швидкими реакціями. Екшн-пригодницькі ігри — це гібрид екшн-ігор та пригодницьких ігор, які часто вимагають від гравця швидко реагувати на події, що відбуваються на екрані. Жанр екшн-пригод охоплює багато різних піджанрів, але зазвичай ці ігри поєднують сильний сюжет та механіку вирішення головоломок з пригодницьких ігор із екшн-орієнтованими елементами. Визначною грою цього жанру стала Adventure, графічна консольна гра, розроблена на основі текстової Colossal Cave Adventure, тоді як перша гра The Legend of Zelda поширила концепцію екшн-пригод на ширшу аудиторію.